# Circuito de Getxo 2017
Il Circuito de Getxo 2017, settantaduesima edizione della corsa e valevole come evento dell'UCI Europe Tour 2017 categoria 1.1, si svolse il 31 luglio 2017 su un percorso di 170 km, con partenza e arrivo a Getxo, in Spagna. La vittoria fu appannaggio dello spagnolo Carlos Barbero che terminò la gara in 3h53'06", alla media di 43,758 km/h, precedendo i connazionali Ángel Madrazo e José Herrada.
Sul traguardo di Getxo 75 ciclisti, su 109 partenti, portarono a termine la competizione.

## Squadre e corridori partecipanti
| N.    | Cod. | Squadra                       |
| ----- | ---- | ----------------------------- |
| 11-18 | MOV  | Movistar Team                 |
| 21-28 | EUS  | Euskadi Basque Country-Murias |
| 31-38 | DMP  | Delko-Marseille Provence-KTM  |
| 41-48 | KCP  | Massi-Kuwait Cycling Project  |
| 51-58 | BBH  | Burgos BH                     |
| 61-68 | CJR  | Caja Rural-Seguros RGA        |
| 71-78 | ADT  | Armée de Terre                |
| 81-88 | SVB  | Sport Vlaanderen-Baloise      |

| N.      | Cod. | Squadra                       |
| ------- | ---- | ----------------------------- |
| 91-98   | NIP  | Nippo-Vini Fantini            |
| 101-107 | DVP  | Dare Viator Partizan          |
| 111-118 | MZN  | Manzana Postobón Team         |
| 121-127 | KWC  | Kuwait-Cartucho.es            |
| 131-136 | TFO  | Fortuneo-Oscaro               |
| 143-148 | UNI  | Unieuro Trevigiani-Hemus 1896 |
| 151-157 | UKO  | Team Ukyo                     |

## Ordine d'arrivo (Top 10)
| Pos. | Corridore        | Squadra    | Tempo    |
| ---- | ---------------- | ---------- | -------- |
| 1    | Carlos Barbero   | Movistar   | 3h53'06" |
| 2    | Ángel Madrazo    | Delko-Mar. | a 2"     |
| 3    | José Herrada     | Movistar   | a 4"     |
| 4    | Egoitz Fernández | Ukyo       | s.t.     |
| 5    | Thomas Sprengers | Sport Vl.  | s.t.     |
| 6    | Aldemar Reyes    | Manzana    | s.t.     |
| 7    | Eliot Lietaer    | Sport Vl.  | s.t.     |
| 8    | Aimé De Gendt    | Sport Vl.  | a 6"     |
| 9    | Ibai Salas       | Burgos-BH  | a 8"     |
| 10   | Benjamín Prades  | Ukyo       | s.t.     |